# Laßweiler
Laßweiler (auch Lassweiler und Laßweilerhof) ist ein abgegangener Weiler und ein Flurname auf der Gemarkung der Gemeinde Spiegelberg im baden-württembergischen Rems-Murr-Kreis. Über die Geschichte der Wüstung ist nicht mehr viel bekannt, das Gelände ist bewaldet.

## Lage
Laßweiler befand sich etwa 1,6 Kilometer nordöstlich von Großhöchberg auf einer Bergkuppe, die eine Wasserscheide zwischen dem Leukertsbach im Süden und den Talsystemen des Kuhnbachs im Norden bildet. Der Ort war von Altfürstenhütte, Großhöchberg und Vorderbüchelberg umgeben.

## Geschichte
Von Laßweiler haben sich kaum Nachrichten erhalten. Nach einem Schriftstück eines kurpfälzischen Beamten von 1753 ging der Ort wohl aus einer Glashütte, der so genannten Fürstenhütte hervor, welche auf kurpfälzischem Gebiet inmitten des württembergischen Territoriums gegründet wurde. Offenbar war die kleine Siedlung Mitte des 18. Jahrhunderts noch bewohnt.  Ansonsten gibt es keine archivalischen oder archäologischen Belege. Es ist unklar, wann der Weiler aufgegeben wurde. Möglicherweise gehörte die nordwestlich von Laßweiler gelegene Rodungsinsel Greut zu der Wüstung.
Auf der so genannten Ur-Karte der Württembergischen Landesvermessung von 1831 befanden sich auf der Flur von Laßweiler keine Gebäude mehr, allerdings waren die einstigen Äcker des Weilers noch bewirtschaftet und nicht bewaldet. In der Beschreibung des Oberamts Backnang (1871) heißt es lediglich, dass „nach der Volkssage“ auf der Flur Laßweiler Gebäude gestanden seien. Auf der topographischen Karte von Württemberg (1932) ist die Flur bewaldet.